# Helen (Géorgie)
Helen est une ville dans le comté de White en Géorgie aux États-Unis, le long de la rivière Chattahoochee. La population était de 510 au recensement de 2010.

## Démographie
| 1920 | 1930 | 1940 | 1950 | 1960 | 1970 |
| ---- | ---- | ---- | ---- | ---- | ---- |
| 176  | 252  | 198  | 191  | 227  | 252  |

| 1980 | 1990 | 2000 | 2010 | - | - |
| ---- | ---- | ---- | ---- | - | - |
| 265  | 300  | 430  | 510  | - | - |